# Kanton Saint-Martin-de-Ré
Der Kanton Saint-Martin-de-Ré war bis 2015 ein französischer Wahlkreis im Département Charente-Maritime und in der damaligen Region Poitou-Charentes. Er umfasste fünf Gemeinden auf der Insel Ré im Arrondissement La Rochelle; sein Hauptort (frz.: chef-lieu) war Saint-Martin-de-Ré. Die landesweiten Änderungen in der Zusammensetzung der Kantone brachten im März 2015 seine Auflösung. Vertreter im conseil général des Départements war zuletzt für die Jahre 1985–2015 Léon Gendre, Bürgermeister der Gemeinde La Flotte.
Der Kanton hatte 13.196 Einwohner (Stand: 2012) auf einer Fläche von 43,56 km2.

## Gemeinden
| Gemeinde            | Einwohner (Stand: 2022) | Code postal | Code Insee |
| ------------------- | ----------------------- | ----------- | ---------- |
| Le Bois-Plage-en-Ré | 2177                    | 17580       | 17051      |
| La Flotte           | 3131                    | 17630       | 17161      |
| Rivedoux-Plage      | 2428                    | 17940       | 17297      |
| Sainte-Marie-de-Ré  | 3392                    | 17740       | 17360      |
| Saint-Martin-de-Ré  | 2309                    | 17410       | 17369      |